# كأس الأمم الإفريقية لكرة الصالات 2016
بطولة أفريقيا لكرة القدم الخماسية 2016 هي النسخة الخامسة من بطولة أفريقيا لكرة القدم الخماسية للمنتخبات الوطنية الأفريقية للرجال المقامة كل أربع سنوات من قبل الاتحاد الأفريقي لكرة القدم (CAF)، في الفترة من 15 أبريل إلى 24 أبريل 2016 بما مجموعه ثمانية فرق مشاركة.
مثل النسخ السابقة، كانت البطولة بمثابة تصفيات الاتحاد الأفريقي لكرة القدم المؤهلة لكأس العالم لكرة الصالات فيفا (باستثناء تصفيات كأس العالم لكرة الصالات 2012 عندما تم تنظيم بطولة تأهيل منفصلة حيث تم إلغاء بطولة أفريقيا لكرة القدم الخماسية 2011).
في 6 أغسطس 2015، قررت اللجنة التنفيذية للاتحاد الإفريقي لكرة القدم تغيير اسم البطولة من «البطولة الإفريقية لكرة الصالات» إلى «كأس الأمم الأفريقية لكرة الصالات»، على غرار نسخة كرة القدم كأس الأمم الأفريقية.
تمكّن منتخب المغرب لكرة الصالات من الفوز بالبطولة للمرّة الأولى في تاريخه، بعد فوزه على المنتخب المصري في النهائي بنتيجة 2-3. تأهلت الفرق الثلاثة الأولى في البطولة (المغرب، مصر، موزمبيق) إلى كأس العالم لكرة الصالات فيفا 2016 في كولومبيا ممثلين للاتحاد الإفريقي لكرة القدم.

## البطل
| بطولة أفريقيا لكرة القدم الخماسية 2016 |
| -------------------------------------- |
| · المغرب · للمرة الأولى                |